# Jill Robertson
Pour les articles homonymes, voir Robertson.
Jill Robertson est une réalisatrice et productrice britannique.

## Filmographie

### Comme réalisatrice
- 1982 : Brookside (série télévisée)
- 2001 : The Piano Tuner (court métrage)
- 2004 : Grange Hill (série télévisée) (4 épisodes)
- 2004 : Terrible Kisses (court métrage)
- 2001-2004 : Hollyoaks (série télévisée) (15 épisodes)
- 2005 : The Story of Tracy Beaker (série télévisée) (12 épisodes)
- 2005 : Hollyoaks: Let Loose (série télévisée) (2 épisodes)
- 2008 : Roman Mysteries (série télévisée) (3 épisodes)
- 2009-2010 : Missing (série télévisée) (3 épisodes)
- 2009-2011 : Waterloo Road (série télévisée) (6 épisodes)
- 2012 : Lip Service (série télévisée) (3 épisodes)
- 2005-2012 : Casualty (série télévisée) (9 épisodes)
- 2013 : Last Tango in Halifax (série télévisée) (3 épisodes)
- 2013-2014 : Londres, police judiciaire (Law & Order: UK) (série télévisée) (4 épisodes)
- 2014 : Grantchester (série télévisée) (2 épisodes)
- 2016 : Vera (série télévisée) (1 épisode)
- 2016 : Good Vibrations (Brief Encounters) (série télévisée) (2 épisodes)
- 2017 : Les Filles de joie (Harlots) (série télévisée) (2 épisodes)
- 2018 : Humans (série télévisée) (2 épisodes)

### Comme productrice
- 1996 : Point Taken (court métrage)
- 1997 : Magic Moments (court métrage)
- 1999 : Desserts (court métrage)
- 1999 : Tube Tales
- 2000 : 27 Missing Kisses
- 2000 : The Suicidal Dog (court métrage)
- 2000 : Anno Domini (court métrage)

### Comme actrice
- 1996 : Brigade des mers (Water Rats) (série télévisée) : la professeure